# Mićunovo
Mićunovo (cyr. Мићуново) – wieś w Serbii, w Wojwodinie, w okręgu północnobackim, w gminie Bačka Topola. W 2011 roku liczyła 469 mieszkańców.